# Човек са златним пиштољем
Човек са златним пиштољем (енгл. The Man with the Golden Gun) је шпијунски филм из 1974. године и девети у серији Џејмс Бонд британског продуцента Eon Productions-а, као и други филм у коме Роџер Мур глуми измишљеног агента MI6-а, Џејмса Бонда. Лабава адаптација постхуманског истоименог романа из 1965. Ијана Флеминга, филм је о Бонду је у потрази за „Солекс агигатором”, револуционарним технолошким решењем савремене несташице енергије, док се истовремено суочава са атентатором Франсиском Скарамангом, „Човеком са златним пиштољем”. Акција кулминира међусобним двобојем који решава судбину Солекса.
Човек са златним пиштољем био је четврти и последњи филм у серији који је режирао Гај Хамилтон. Сценарио су написали Ричард Мејбаум и Том Манкевиц. Филм је смештен усред енергетске кризе 1973. године, која је и доминантна тема у сценарију. Британија још увек није била у потпуности превазишла кризу када је филм изашао у децембру 1974. године. Филм такође одражава тада популарну филмску помаму за борилачким вештинама, са неколико кунг-фу сцена и претежно азијским локацијама, које су смештене и снимљене на Тајланду, Хонгконгу и Макау. Део филма је такође смештен у Бејрут у Либану, али тамо није снимљен.
Филм је наишао на помешане критике, а неки критичари су га описали као најгори филм серије до тада. Похваљена је улога Скараманге кога је тумачио Кристофер Ли као негативца са сличним вештинама и способностима као Бонд, али критичари су критиковали филм у целини, посебно његов комични приступ и глуму Мура и Брит Екланд. Иако профитабилан, ово је четврти филм са најмањом зарадом у серији, а његови релативно скромни повраћаји у поређењу са филмом Живи и пусти друге да умру (1973) наводно су довели у опасност наставак франшизе. Ово је последњи филм у серијалу који су копродуцирали Алберт Броколи и Хари Залцман, а Залцман је продао свој удео од 50% у Danjaq, LLC-ју, родитељском предузећу Eon Productions-у, након изадња филма.

## Радња
Филм почиње на тајном острву Франсиска Скараманге, где његов патуљасти слуга Ник Ник планира како ће са придошлим гангстером да убије Скарамангу. Скараманга га се решава у ходнику пуном огледала и доброћудно напомене како ће Ник Ник морати више да се потруди следећи пут. Скараманга потом пиштољем скида прсте са реплике Џејмса Бонда у природној величини.
У Лондону, МИ6 прима златни метак на којем је угравирано „007” − Бондово кодно име. Челници МИ6-а верују како је неко унајмио Скарамангу да убије Бонда, а да је метак послат како би се застрашила његова нова мета.
Бонд је у то време на мисији праћења научника званог Гибсон, за којег се верује како поседује информацију кључну за решавање енергетске кризе стварањем неограничене количине енергије употребом нове технике за коришћење Сунчеве енергије. Међутим, због придошле претње, М тобоже повлачи Бонда са мисије и натера га да се повуче са случаја док се ствар не реши.
Иако је службено „повучен” са својих дужности, Бонд одлази у потрагу за Скарамангом пре него што овај пронађе њега. Пронашавши златни метак којим је убијен други 00 агент у Бејруту, Бонд одлази до Лазара, човека који снабдева Скарамангу његовом необичном златном муницијом у Макау.
Притиснувши Лазара, овај га одводи до казина где Андреа Андерс, Скарамангина љубавница, скупља његову муницију у кутији цигарета и прати је све до луке у Хонгконгу, до хотела Пенинсула. Бонд тамо присиљава Андерсову да му каже где се налази Скараманга, како изгледа и које су му намере. Она упућује Бонда у отрцани стриптиз клуб у центру Хонгконга. Иако Бонд то не зна, то је место где ће Скараманга извршити своје следеће убиство, а мета је Гибсон, којег је Бонд пратио на претходној мисији, а који је убијен након што је изашао из клуба. Након убиства, Ник Нек украде мали уређај „Солекс агигатор” из његовог џепа, након чега стижу Бонд и полиција.
Међутим, пре него што је Бонд успео да им објасни како је невин, поручник Хип га склања са места злочина док стиже полиција, и води га преко Хонгконга све до луке у брод где се открива како Хип ради за британску владу. У луци се Бонд сусреће са М и Кјуом који му налажу да покупи соларни уређај који је украо Скараманга.
Бондова мисија постаје враћање Солекса пре него што започне енергетска криза и обрачуна се са Скарамангом. Мисија га води до милијардера Хаи Фата у Бангкоку, који је осумњичен да је унајмио Скарамангу да убије Гибсона, иако се са њим никад није састао. Бонд се представља као Скараманга како би се састао с њим на његовом имању. Иако то Бонду није познато, Хаи Фат се већ састао са Скарамангом, па заробљава Бонда у својој школи каратеа надајући се како ће га убити његови борци. Бонд успева да побегне након што у камп стижу поручник Хип и његове истрениране нећакиње, а бежи низ бангкошки канал. Након што је касније вечерао са британском оперативком Мери Гуднајт, Андерсова упада у Бондову собу и каже му како жели да се реши Скараманге. Андерсова му обећава уређај који тражи, па му уговара састанак у дворани за тајландски бокс.
Стигавши на боксерски меч, Бонд открива како је Андерсова убијена, па се састаје са импозантним Скарамангом. Скараманга му описује како је убиство Андерсове било „тешко, али угодно”. У међувремену, поручник Хип проналази Солекс и предаје га Гуднајтовој која чека напољу. Међутим, пре но што је успела ишта да предузме, закључана је у пртљажник Скарамангиног аутомобила који креће у трку преко Бангкока. Бонд следи Скарамангу до његова боравишта изван Бангкока, али се Скарамангин ауто претвара у авион који одлази на његово тајно острво у Јужном кинеском мору.
Стигавши на острво, Скараманга га топло дочекује. Након вечере коју је припремио Ник Нек, Скараманга му показује његов лични соларни погон. Показује му и супер-соларни пиштољ који покреће Солекс скривен у стени, који уништава Бондов хидроавион смештен на плажи. Током оброка, Скарамнга предлаже да се он и Бонд упусте у традиционални двобој пиштољима на плажи. Међутим, током двобоја Скараманга нестаје, а Бонд га прати до ходника са огледалима где се коначно суочава са својим вечним непријатељом, али у то време Гуднајтова, бацивши Скарамангиног човека у базен са течним хелијумом, ремети равнотежу соларног погона. Цело острво захвата пожар док Бонд и Гуднајтова беже неповређени у Скарамангиној кинеској џунки. Ту се такође налази и Ник Нек који покушава да их убије, али Бонд га везује за јарбол док брод отпловљава.

## Улоге
| Глумац          | Улога                |
| --------------- | -------------------- |
| Роџер Мур       | Џејмс Бонд           |
| Кристофер Ли    | Франсиско Скараманга |
| Брит Екланд     | Мери Гуднајт         |
| Мод Адамс       | Андреа Андерс        |
| Ерве Вилехајзе  | Ник Нек              |
| Клифтон Џејмс   | шериф Џ. В. Пепер    |
| Ричард Ло       | Хаи Фат              |
| Сун-Тек Ох      | поручник Хип         |
| Марк Лоренс     | Родни                |
| Лоис Максвел    | госпођица Манипени   |
| Марн Мејтланд   | Лазар                |
| Дезмонд Левелин | Кју                  |
| Бернард Ли      | М                    |